# Ахалубани (Горийский муниципалитет)
Ахалубани (груз. ახალუბანი) — село в Грузии, на территории Горийского муниципалитета края (мхаре) Шида-Картли.

## География
Село находится в центральной части Грузии, в пределах Тирифонской равнины, на правом берегу реки Меджуды, на расстоянии приблизительно 16 километров (по прямой) к северо-востоку от города Гори, административного центра муниципалитета. Абсолютная высота — 835 метров над уровнем моря.

## Население
По результатам официальной переписи населения 2014 года в Ахалубани проживало 435 человек (220 мужчин и 215 женщин). В национальной структуре населения грузины составляли 98,9 %, осетины — 0,9 %.
| Год  | Население, человек |
| ---- | ------------------ |
| 2002 | 580                |
| 2014 | ↘ 435              |